# Creswell (Oregón)
Creswell es una ciudad ubicada en el condado de Lane en el estado estadounidense de Oregón. En el año 2007 tenía una población de 4,650 habitantes y una densidad poblacional de 1,142.0 personas por km².

## Geografía
Creswell se encuentra ubicada en las coordenadas 43°55′5″N 124°1′17″O / 43.91806, -124.02139.

## Demografía
Según la Oficina del Censo en 2000 los ingresos medios por hogar en la localidad eran de $34,053 y los ingresos medios por familia eran $40,709. Los hombres tenían unos ingresos medios de $28,583 frente a los $22,917 para las mujeres. La renta per cápita para la localidad era de $13,736. Alrededor del 19% de la población estaban por debajo del umbral de pobreza.